# Горний престол
Горний престол — трон Горнего места, ассоциируется также с самим Горним местом.

## Описание
В соответствии с Откровением Иоанна Богослова престолы — это троны, на которых восседают Господь Вседержитель (в центре) и 24 старца возле Него. Престол — это устроенное на возвышении седалище, трон верховного правителя — царя, князя и т. п. Горний означает возвышенный, находящийся на возвышении.
Ещё на заре христианства в подземных храмах на этом месте устраивалась кафедра (седалище) епископа. В центре восточной стены алтаря на Горнем месте устанавливается или сооружается кресло, а слева и справа от него, полукругом — синтрон, или скамьи для духовенства.
На центральном кресле (седалище) восседает епископ во время уставных богослужений, а по сторонам от него располагаются священники, что символизирует восседающего в центре Христа Вседержителя и апостолов или старцев-священников, явившихся Иоанну Богослову. 
На седалища — престолы Горнего места — садиться нельзя никому, кроме архиерея и священников.